# エドゥアルド・トルドラ

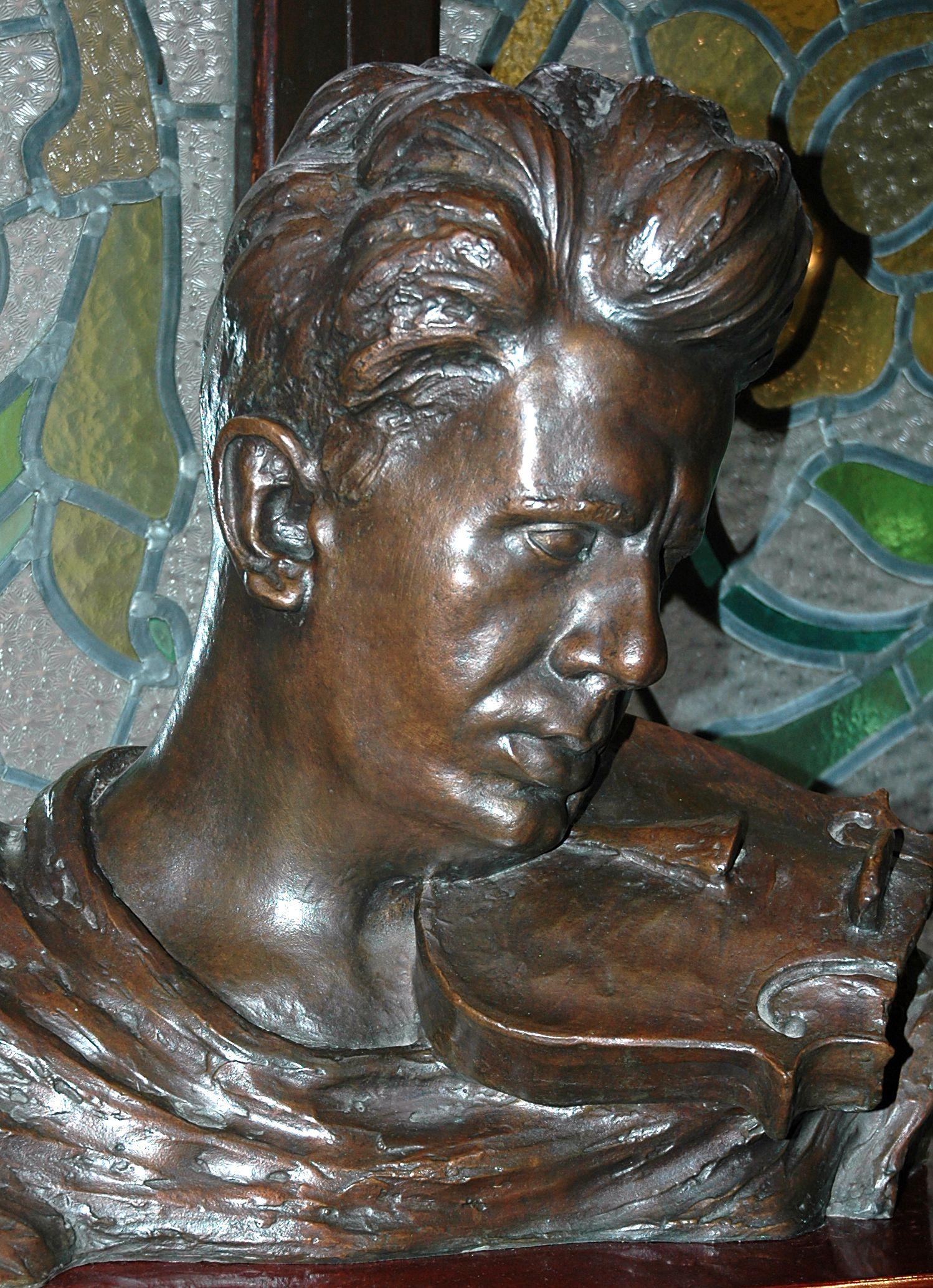
カタルーニャ音楽堂のトルドラ像

エドゥアルド・トルドラ・ソレール（Eduard Toldrà i Soler, 1895年4月7日 - 1962年5月31日）は、スペインの作曲家・指揮者・ヴァイオリニスト。
ビラノバ・イ・ラ・ジャルトル出身。最初父親からヴァイオリンを学び、後にバルセロナのリセウ高等音楽院でヴァイオリンと和声を学んだ。1912年にソロデビューし、また弦楽四重奏団を結成。以後10年の間に国内外で演奏活動を行った。1921年、リセウ高等音楽院のヴァイオリンの教授に任命された。1921年から1936年までパブロ・カザルスのオーケストラでコンサートマスターと副指揮者を務め、自作も発表している。また1924年から1934年までアマチュアオーケストラの指揮も行った。
1943年にカタルーニャ音楽堂でバルセロナ市立オーケストラが結成されると指揮者となり、1957年に副指揮者に就任した友人のリカルド・ラモーテ・デ・グリニョンとともに、カタルーニャ地方にスペインや外国の現代的な音楽を普及させる大きな役割を果たした。またマリア・カナルス・バルセロナ国際音楽演奏コンクールの審査員も務めた。
弟子にハビエル・モンサルバーチェなどがいる。
作品には6つのヴァイオリンとピアノのためのソナタ、30のサルダナ（カタルーニャ地方の舞曲）、52の歌曲、オペラ、弦楽四重奏曲、ピアノ曲、管弦楽曲などがある。作風はカタルーニャ民謡に基づき、さらに戦間期のフランス音楽の影響を受けている。

## 文献
- Manuel Capdevila Eduard Toldrà, músic Barcelona: Aedos, 1960.